# Familjen Lucchese
Familjen Lucchese ([lukˈkeːze]) är en av de fem familjer som styr stora delar av New Yorks och New Jerseys organiserade brottslighet.  Familjen grundades av Tommy Gagliano på 1920-talet. Familjen har 130-160 invalda medlemmar (så kallade "made men")  och cirka 2000 medarbetare.
Familjens verksamhet omfattar bland annat beskyddarverksamhet, konspiration, ocker, penningtvätt, mord, narkotika, utpressning och hasardspel.

## Bossar över Lucchesefamiljen
- 1920–1930 — Gaetano "Tommy" Reina
- 1930– Bonaventura "Joseph/Fat Joe" Pinzolo
- 1931–1953 — Gaetano "Tommy" Gagliano
- 1951–1953 — Gaetano "Tommy Brown" Lucchese
- 1953–1967 — Gaetano "Tommy Brown" Lucchese
- 1966–1967 — Carmine "Mr. Gribbs" Tramunti
- 1967–1973 — Carmine "Mr. Gribbs" Tramunti
- 1973–1986 — Anthony "Tony Ducks" Corallo
- 1986– Anthony "Buddy" Luongo
- 1987–present — Vittorio "Vic" Amuso
- 1990–1991 — Alphonse "Little Al" D'Arco
- 1991– Alphonse "Little Al" D'Arco
- 1991–1993 — En kommitté bestående av fyra män
- 1993–1998 — Joseph "Little Joe" DeFede
- 1998–2001 — Steven "Wonderboy" Crea
- 2001–2003 — Louis "Louie Bagels/Crossbay Louie" Daidone
- 2003–2006 — En kommitté bestående av tre män
- 2006–present — Steven "Wonderboy" Crea
- 2007–present — Vittorio "Vic" Amuso

## Medlemmar

### Consiglieri
- Geronimo "Die Heart Jerry" Angileri
- Joseph Caridi
- Christopher "Christy Tick" Furnari
- Frank "Big Frank" Lasterino
- Vincent Rao
- Calvino "Quick Kid" Kastarino - 1946-1953

### Underbossar
- Stefano LaSalle
- Mariano Macaluso
- Aniello Migliore
- Salvatore "Tom Mix" Santoro
- Adolfo Poscalucci
- Paul Vario

### Capos
- Santino Angilieri
- Joseph Abate
- Anthony Accetturo
- Salvatore Avellino
- Anthony "Bowat" Baratta
- Frank “Frankie Hearts” Bellino
- Joseph kotani ”Fat Joe”
- Eugene Castelle
- John Cerrella
- George “George Goggles” Conte
- Michel Coppola
- Steven Crea
- Nicky "Slicknic" Hippolero
- Domenico Cutaia
- Joseph DiNapoli
- Joseph Giampa
- Joseph “Joey Narrow” Laratro
- Joseph “Joe Brown” Lucchese
- Matthew Madonna
- Vincent “Vinny Casablanca” Mancione
- Giovanni "Big John" Ormento
- Richard “The Toupe” Pagliarulo
- Frank “Frankie Bones” Papagni
- James “Jimmy Doyle” Plumeri
- Joseph Riducono
- Michael Salerno
- Anthony “Tony Blue Eyes” Santorelli
- Martin "Marty" Taccetta
- Michael "Mad Dog" Taccetta, capo of The Jersey Crew
- Joseph "Joey Flowers" Tangorra
- Joseph Truncale
- Dominic Truscello
- Paul Vario, capo of The Vario Crew
- George "Georgie Neck" Zappola

### Soldater
- Calo Angileri
- Peter "The Killer" Abbandante
- James Abbattiello
- Anthony Accetturo, Jr.
- Ray Argentina
- Carmine Avellino
- Edward Barberra
- John Baudanza
- Paul Carbo
- John Castellucci
- Ralph Cuomo
- Joseph Datello
- Phillip DeSimone
- Anthony DiLapi
- John "Johnny Dio" Dioguardi
- Thomas "Tommy Dio" Dioguardi
- Bruno Facciolo
- Dominic "Big Ears" Fananuccio
- Thomas Greco
- Francesco Manzo
- Anthony "Razor" Pezzullo
- Carmelo “Carlo” Profeta
- James Santos
- Frank Sorace
- Rocco Vitulli
- Arthur Zambardi
- Santino "Sonny" Albon

### Medarbetare
- Frank Abbandando Jr.
- Joseph Allegro
- Phillip Basile
- James "Jimmy the Gent" Burke
- Frank James Burke, son of Jimmy
- Louis Cafora
- Stephen Caracappa
- Fredrick DeLucia
- Leo DiRubbo
- Thomas "Two-Gun Tommy" DeSimone
- Dolores DeSimone, sister of Tommy
- Robert DeSimone, brother of Tommy
- Stanley Diamond
- East Harlem Purple Gang
- Richard Eaton
- Parnell "Stacks" Edwards
- Louis Eppolito
- Bruno Facciolo
- Theresa Ferrara
- Gaetano Fiorito
- French Connection
- Michael "Spider" Gianco
- Martin Krugman
- Paolo LiCastri
- Anthony Loria, Sr.
- Santino Maglione
- John Manitsas
- Giuseppe "Joe Buddha" Manri
- John Mazzolla
- Simon "Jonny Eyeball" Marts
- Tom Monteleone
- Joseph Martinelli
- "Frenchy" McMahon
- Frank Menna
- Robert Nalo
- Vincent Papa
- Guido Penosi
- Anthony Rodriguez
- Casey Rosado
- Angelo Sepe
- Anthony Stabile
- Patrick Testa
- Louis Werner